# Jordan Obita
Jordan John Obita (* 8. Dezember 1993 in Oxford) ist ein englischer Fußballspieler, der bei Hibernian Edinburgh in Schottland unter Vertrag steht.

## Karriere

### Verein
Der in Oxford geborene Obita trat im Alter von sieben Jahren der Jugendakademie des FC Reading bei. Sein Debüt in der ersten Mannschaft von Reading gab er im Alter von 16 Jahren in der ersten Runde des Ligapokals gegen Torquay United am 11. August 2010, als er in der Verlängerung der Partie für Michail Antonio eingewechselt wurde. Er reiste mit dem Kader der ersten Mannschaft zu Readings Vorbereitungsreise nach Slowenien vor der Saison 2011/12. Obita gab sein Startelfdebüt im August 2011 in einem Ligapokalspiel gegen Charlton Athletic.
Am 27. Januar 2012 wechselte er auf Leihbasis zum Viertligisten FC Barnet und gab am folgenden Tag gegen Crewe Alexandra sein Debüt für den Verein. Nach einem Monat bei Barnet und fünf Ligaeinsätzen wechselte er im Rahmen einer ähnlichen Vereinbarung zum Ligakonkurrenten FC Gillingham. Nach seinem Debütspiel gegen Plymouth Argyle erzielte Obita im zweiten Spiel sein erstes Profitor gegen seine frühere Leihmannschaft aus Barnet. In seinem dritten Ligaspiel für Gillingham erzielte der Abwehrspieler gegen Cheltenham Town sogar zwei Tore. Im April 2012 kehrte Obita zum FC Reading zurück der in der Zwischenzeit in die Premier League aufgestiegen war.
Im August 2012 unterzeichnete Obita einen Vertrag für einen Monat auf Leihbasis beim Drittligisten FC Portsmouth. Er debütierte gegen Colchester United und erzielte mit seinem ersten Ballkontakt nach seiner Einwechslung den späten Ausgleich zum 2:2. In seinem dritten Spiel sah er gegen Oldham Athletic die erste Rote Karte in seiner Karriere. Im September 2012 wurde die Leihe um einen weiteren Monat verlängert. Im Januar 2013 wechselte Obita innerhalb der dritten Liga erneut auf Leihbasis dieses Mal zu Oldham Athletic. Sein erstes Tor für den Verein erzielte er im darauffolgenden Monat in der fünften Runde des FA Cup gegen den FC Everton.
Nach den Leihstationen absolvierte Obita seinen ersten Einsatz seit zwei Jahren für den FC Reading das mittlerweile wieder Zweitligist war bei einer 0:6-Niederlage im Ligapokal gegen Peterborough United im August 2013, bevor er einen Monat später sein Ligadebüt bei Derby County gab. Nachdem er sich seinen Platz im Kader der ersten Mannschaft für die folgenden Spiele gesichert hatte, erzielte er im November sein erstes Tor für den Verein mit dem Siegtreffer beim 3:2-Auswärtssieg gegen Nottingham Forest und unterzeichnete im darauffolgenden Monat einen neuen Vertrag bis zum Sommer 2017. In der zweiten Saisonhälfte führten der Ausfall von Wayne Bridge aufgrund einer Langzeitverletzung und schwankende Leistungen von Stephen Kelly und Shaun Cummings dazu, dass Obita von da an Stammspieler im Team war und von den Fans des Vereins zum Spieler der Saison 2013/14 gewählt wurde. In der Saison 2014/15 war er mit 43 Einsätzen in der Championship absoluter Stammspieler bei Reading, nur Torhüter Adam Federici hatte ähnlich viele Ligaspiele vorzuweisen. Obita unterzeichnete am 30. Juli 2015 einen neuen Vertrag, der ihn bis zum Sommer 2018 im Verein hielt. Diesen verlängerte er später ein weiteres Mal mit einem neuen Dreijahresvertrag bis 2020. In den letzten drei Spielzeiten der Vertragslaufzeit kam Obita nur noch sporadisch zum Einsatz, auch aufgrund eines Kreuzbandrisses. Nach insgesamt 18 Jahren im Verein verließ er diesen am Ende der Saison 2019/20.
Nach drei Monaten ohne Verein unterschrieb Obita am 9. November 2020 einen Vertrag in seiner Geburtsstadt beim Drittligisten Oxford United. Am 29. Januar 2021 schloss sich Obita für eine nicht genannte Ablösesumme und einem Zweieinhalbjahresvertrag dem Zweitligisten Wycombe Wanderers an. Er verließ Wycombe am Saisonende 2022/23, nachdem er ein neues Vertragsangebot abgelehnt hatte.
Am 22. Juni 2023 gab Hibernian Edinburgh aus Schottland die Unterzeichnung eines Zweijahresvertrags mit Obita und der Option auf ein drittes Jahr bekannt.

### Nationalmannschaft
Obita vertrat den englischen Fußballverband auf U18- und U19-Ebene, bevor er auch Einsätze in der U20 absolvierte. Im Jahr 2014 nahm er mit der englischen U20 am Turnier von Toulon teil.